# Amanda Hendey
Amanda Elise Hendey (4 de diciembre de 1992), es una luchadora estadounidense de lucha libre. Obtuvo tres medallas en Campeonatos Panamericanos, de plata en 2011 y 2015. Segunda en el Campeonato Mundial Universitario  de 2014.